# Ted (pel·lícula)
Ted és una pel·lícula estatunidenca estrenada el 29 de juny de 2012 i dirigida, co-produïda i co-escrita per Seth MacFarlane.

## Argument
Des de la seva infància, John Bennett (Mark Wahlberg) li hagués agradat que el seu os de peluix cobrés vida. L'osset de nom Ted (Seth MacFarlane) resulta ser un dels seus millors amics tot i l'edat adulta d'aquest primer fins que l'estil de vida lliure de Ted comença a crear un conflicte entre la vida que porta i la pressió social de trobar a la dona dels seus somnis: "Lori" (Mila Kunis).
El guió de la pel·lícula està escrit pel mateix MacFarlane i els seus companys de l'equip tècnic de Pare de família: Alec Sulkin i Wellesley Wild.

## Repartiment
- Mark Wahlberg: John
- Mila Kunis: Lori
- Seth MacFarlane: Ted (veu)
- Giovanni Ribisi: Donny
- Jessica Barth: Tami-Lynn
- Jessica Stroup: Tracy
- Joel McHale: Rex
- Patrick Warburton: Guy
- Laura Vandervoort: Tanya Terry
- Ralph Garman: Pare de John
- Alex Borstein: Mare de John
- Bretton Manley: John (jove)
- Jack Magner: el cap de Ted al supermercat
- Norah Jones: Ella mateixa
- Sam J. Jones: Ell mateix
- Ryan Reynolds: Ell mateix

## Banda sonora
- Everybody Needs a Best Friend per Norah Jones
- The Power of Wishes per Walter Murphy
- Thunder Buddies for Life per Walter Murphy
- John & Lori at Work / A Walk in the Park per Walter Murphy
- Magical Wish per Walter Murphy
- Rex s Party (Everybody Needs a Best Friend) per Walter Murphy
- The Breakup per Walter Murphy
- Never Be Scared of Thunder Again per Walter Murphy
- Ted Is Captured / Raiders of the Lost Ark per Walter Murphy
- The Car Chase / Fenway Pursuit per Walter Murphy
- Climbing the Tower / She's Your Thunder Buddy Now per Walter Murphy
- Saving Ted / Lori s Wish per Walter Murphy
- The Proposal / The Wedding per Walter Murphy
- End Titles per Walter Murphy
- Flash s Theme per Queen
- Sense per Daphne
- Only Wanna Be with You per Hootie and the Blowfish
- Come Away with Me per Norah Jones
- All Time High (From the Motion Picture Octopussy) per Rita Coolidge
- I Think We're Alone Now per Tiffany

## Taquilla
Ted va recaptar en el seu primer cap de setmana als Estats Units $ 54.415.205 després de ser estrenada en 3239 sales. Ted va recaptar $ 218.665.740 als EUA, i $ 282,000,000 en la resta del món, sumant un total de $ 500,665,7409, fent la pel·lícula d'Universal Studios més taquillera de l'any 2012.

## Crítica
Ted va tenir opinions generalment favorables, amb els crítics elogiant l'exercici còmic Seth MacFarlane, així com la representació de Mark Wahlberg de John Bennett. Rotten Tomatoes té un ràting de 69% basat en 195 ressenyes, amb una mitjana de 6.5/10. El seu consens diu: "La trama de romanç contra bromance de Ted és familiar, però la pel·lícula és portada a la superfície per una premissa central d'alt concepte i un divertit (encara que inconsistent) llibret". Entre els crítics més respectats, té una puntuació del 62% sobre 37 comentaris, amb una mitjana de 6.4/10. En Metacritic, té una mitjana de 62/100 sobre 37 comentaris, que indica "crítiques generalment favorables".
Roger Ebert li va donar 3.5 de 4 estrelles, citant la pel·lícula com "el millor guió de comèdia molt lluny [aquest any]", també elogiant la pel·lícula en el fet que "no es va fora de vapor"